# Sooß
Sooß osztrák mezőváros Alsó-Ausztria Badeni járásában. 2022 januárjában 1015 lakosa volt. 

## Elhelyezkedése

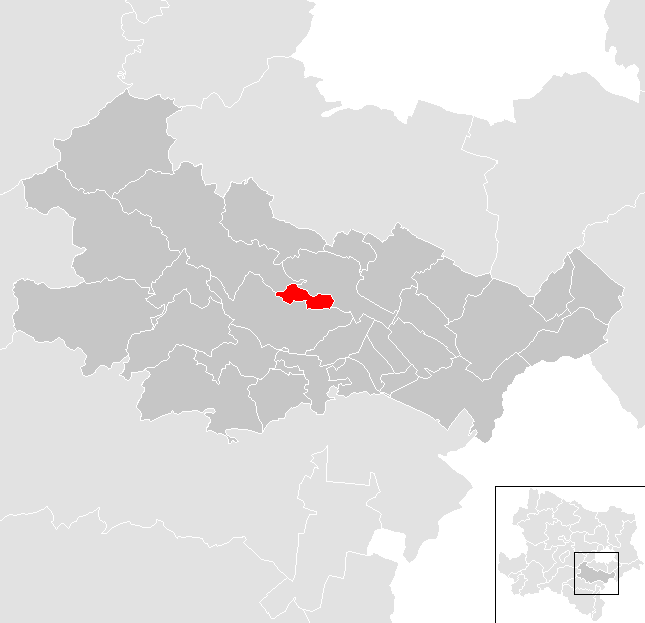
Sooß a Badeni járásban

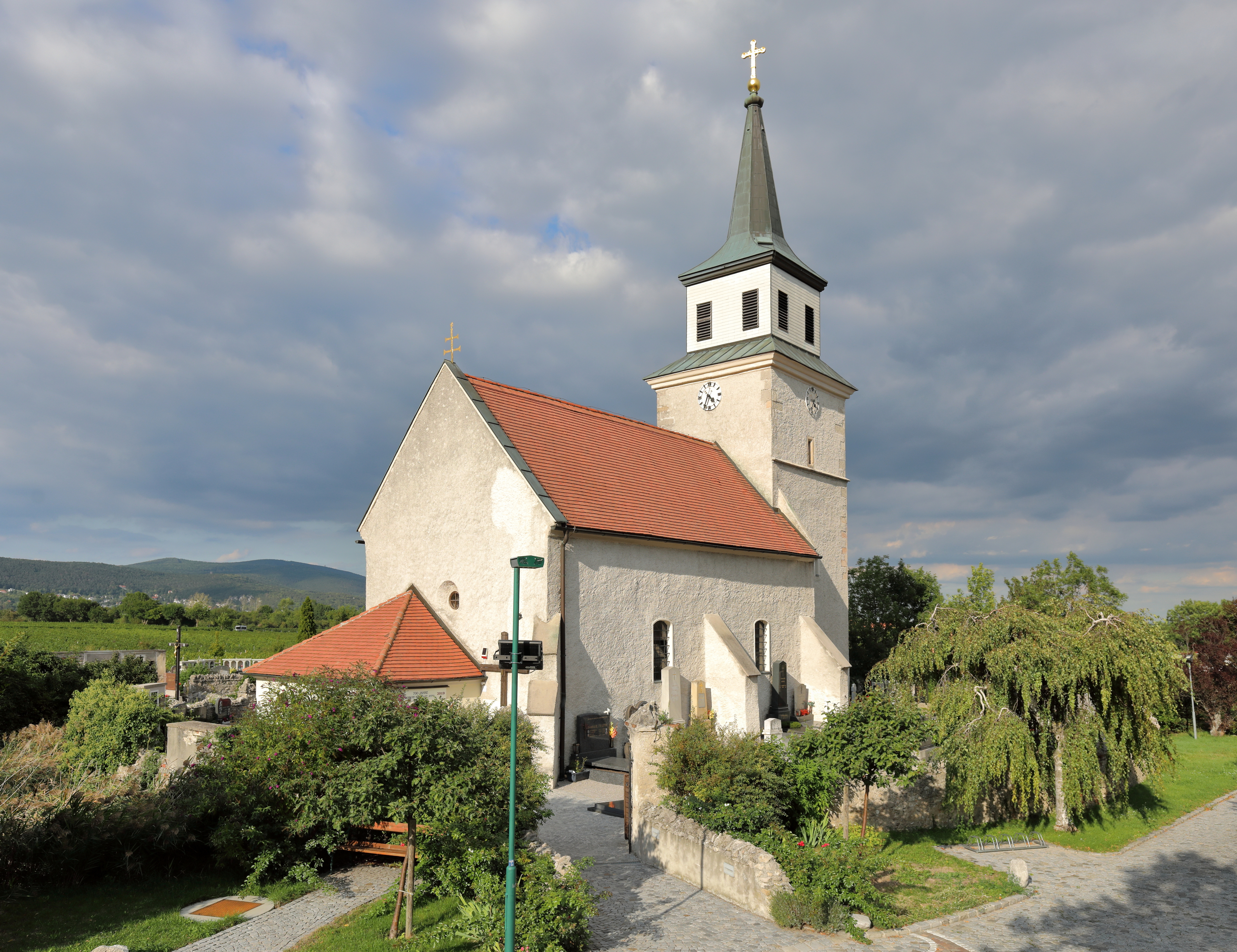
A Szt. Anna-plébániatemplom

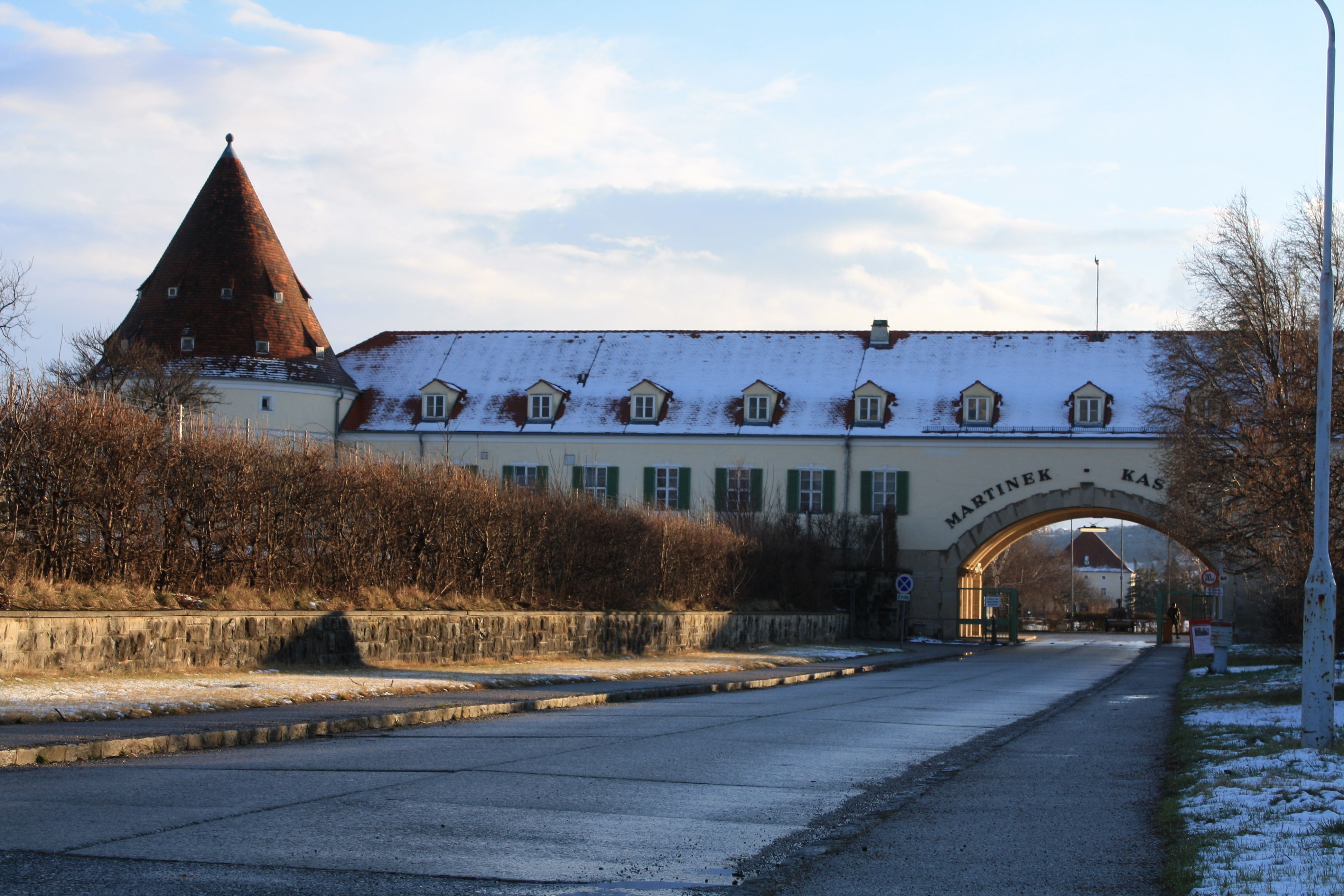
A Martinek-kaszárnya

Sooß a tartomány Industrieviertel régiójában fekszik, a Bécsi-medence és a Bécsi-erdő határán, az ún. Termálrégióban. Területének 51%-a erdő, 9,9% áll mezőgazdasági művelés alatt. Az önkormányzathoz egyetlen település tartozik. 
A környező önkormányzatok: északkeletre Baden bei Wien, délre Bad Vöslau, északnyugatra Alland.

## Története
A régészeti leletek tanúsága szerint Sooß területe már az újkőkorban is lakott volt. A kelták az i. e. 2. században már termesztettek szőlőt ezen a vidéken. 
Sooß első írásos említése a heiligenkreuzi cisztercita kolostor egyik 1200-ból való okleveléből származik. A falu ezután a kleinmariazelli kolostor birtoka volt. Szt. Annának szentelt templomát 1319-ben építtette Herbond kleinmariazelli apát. Az apátságot 1785-ben felszámolták, Sooß pedig a rauhensteini uradalomhoz került, majd 1848-ban megalakult a községi önkormányzata. A szőlőművelésből élő község ültetvényeit az 1880-as években kipusztította a filoxéra, de rezisztens fajtákkal újratelepítették őket. 
1956 Sooßt mezővárosi rangra emelte a tartományi kormányzat. 

## Lakosság
A sooßi önkormányzat területén 2022 januárjában 1015 fő élt. A lakosságszám 2011 óta csökkenő tendenciát mutat. 2020-ban az ittlakók 83,4%-a volt osztrák állampolgár; a külföldiek közül 4,5% a régi (2004 előtti), 8,5% az új EU-tagállamokból érkezett. 1,7% az egykori Jugoszlávia (Szlovénia és Horvátország nélkül) vagy Törökország, 1,8% egyéb országok polgára volt. 2001-ben a lakosok 71,5%-a római katolikusnak, 4,7% evangélikusnak, 2,7% ortodoxnak, 4,5% mohamedánnak, 13,8% pedig felekezeten kívülinek vallotta magát. Ugyanekkor 9 magyar élt a mezővárosban; a legnagyobb nemzetiségi csoportokat a németek (88,8%) mellett a törökök (3,5%) és a szerbek (1,9%) alkották.
A népesség változása:

| 2016 | 1 059 |
| 2018 | 1 050 |

## Látnivalók
- a későgótikus Szt. Anna-plébániatemplom
- a Martinek-kaszárnya

## Fordítás
- Ez a szócikk részben vagy egészben  a   Sooß című német Wikipédia-szócikk ezen változatának fordításán alapul.  Az eredeti cikk szerkesztőit annak laptörténete sorolja fel. Ez a jelzés csupán a megfogalmazás eredetét és a szerzői jogokat jelzi, nem szolgál a cikkben szereplő információk forrásmegjelöléseként.